# Copa Cafam
La Copa Internacional Cafam fue un torneo de fútbol amistoso de pretemporada, que se realizó en Bogotá a finales del mes de enero. El certamen, de carácter internacional, fue organizado por el Millonarios Fútbol Club y la Caja de Compensación Familiar Cafam. Los partidos se disputaron en el Estadio Nemesio Camacho El Campín.

## Sistema de competición
El sistema de competición es el de eliminatorias directas a un partido, que se juegan en dos fechas:
- En la primera se juegan dos semifinales
- En la segunda también se juegan dos partidos (el partido por el tercer puesto entre los dos perdedores de la fase previa y la final entre los ganadores)
- La edición 2012 fue suspendida, debido a que los equipos participantes tenían compromisos ya adquiridos, relacionados con el inicio de la liga local.

- Premiación:

Subcampeón: $ 20 000 000 (pesos colombianos)
Campeón: $ 40 000 000 (pesos colombianos).

## Campeonatos
| Año           | Campeón                    | Resultado   | Finalista                  | Tercer lugar                 | Resultado | Cuarto lugar                 |
| ------------- | -------------------------- | ----------- | -------------------------- | ---------------------------- | --------- | ---------------------------- |
| 2008 Detalles | América de Cali · Colombia | 1:0         | Millonarios · Colombia     | Santa Fe · Colombia          | 3:0       | Huracán Argentina            |
| 2009 Detalles | Millonarios · Colombia     | 0:0 (4:2 p) | América de Cali · Colombia | Atlético Nacional · Colombia | 2:1       | Argentinos Juniors Argentina |
| 2011 Detalles | América de Cali · Colombia | 2:1         | Millonarios · Colombia     | Santa Fe · Colombia          | n/d       | Junior · Colombia            |

## Palmarés
| Equipo             | Campeón         | Subcampeón      | Tercer lugar    | Cuarto lugar |
| ------------------ | --------------- | --------------- | --------------- | ------------ |
| América de Cali    | 2 (2008) (2011) | 1 (2009)        | 0               | 0            |
| Millonarios        | 1 (2009)        | 2 (2008) (2011) | 0               | 0            |
| Santa Fe           | 0               | 0               | 2 (2008) (2011) | 0            |
| Atlético Nacional  | 0               | 0               | 1 (2009)        | 0            |
| Junior             | 0               | 0               | 1 (2011)        | 0            |
| Argentinos Juniors | 0               | 0               | 0               | 1 (2009)     |
| Huracán            | 0               | 0               | 0               | 1 (2008)     |